# Клод де ля Сенгле
Клод де ля Сенгле (Сангль) (фр. Claude de La Sengle; 1494 — 18 серпня 1557) — 47-й великий магістр ордену госпітальєрів у 1553—1557 роках.

## Життєпис
Походив з французького шляхетського роду. Замолоду став братчиком ордену госпітальєрів. Про його кар'єру обмаль відомостей. Був бальї французького «лангу» (мови) ордену. Протягом 1530—1546 років брав участь у військових кампаніях в Тунісі, на Джербі та біля Триполі. 1553 року, під час перебування посланцем ордену до Папського престолу, був обраний великим магістром.
По поверненню до Мальти продовжив розпочаті попередником роботи з укріплення островів Мальта і Гоцо, зокрема на півострові Л'Ісла — пізніше в цій частині виникло містечко, за яким закріпилася назва Сенглея.
1553 року відмовився від пропозиції імператора Карла V взяти під охорону та управління місто Махдію на африканському узбережжі. В результаті укріплення Махдії були зруйновані іспанцями, а саме місто покинуте. Мав через це конфлікт з Хуаном де Вега, віцекоролем Сицилії. У відповідь останній заборонив вивіз пшениці на Мальту. Для розв'язання проблеми де Ля Сенгле привіз на Мальту інженера Вінченцо Вого для модернізації млинів, щоб населення не голодувало.
23 вересня 1555 року над великим портом Мальти пронісся водяний смерч, знищивши 4 галери і велику кількість інших суден, пошкодивши безліч будівель, загинуло 600 осіб. На заклик Клода де ля Сенгле монархи християнських держав відсилали кошти для виправлення шкоди. Великий магістр особисто допомагав потерпілим і врятував лицаря Матюрена Ромегаса.
Помер 1557 року в Мдіні. Був похований в капелі форту Сант-Анджело. Його наступником став Жан Парізо де ла Валетт.